# Jan Dismas Zelenka
Pour les articles homonymes, voir Zelenka.
Jan Dismas Zelenka (16 octobre 1679 à Louňovice près du Blaník en royaume de Bohême – 23 décembre 1745 à Dresde) est un compositeur Tchèque de l'époque baroque.

Avec Bohuslav Černohorský, il est considéré comme le plus important compositeur tchèque de cette période. 

Les œuvres de Zelenka se caractérisent par une grande utilisation du contrepoint, beaucoup d'exigence sur les techniques de jeu et de chant et par une grande richesse d'imagination. Il est comparé aux plus grands compositeurs de sa génération, tels que Jean-Sebastian Bach. On lui donne parfois le nom d' «homologue catholique de Bach ». 

## Biographie
Il est le fils d'un maître d'école et organiste de Louňovice, petite ville marchande au sud-est de Prague. On connaît peu de choses de ses jeunes années bien qu'on pense qu'il fut instruit au collège Saint-Clément, des jésuites de Prague où il aurait pu recevoir sa formation musicale. En 1709, il joue dans l'orchestre de la cour du baron (futur comte) Ludwig Joseph von Hartig,, gouverneur impérial de Prague. Il obtient en 1710 un poste de joueur de violone dans l'orchestre royal à la cour d'Auguste le Fort, roi de Pologne et électeur de Saxe. 
Il compose en 1711 sa première messe, la Missa Sanctae Caeciliae, ZWV 1. En 1715, il part étudier le contrepoint à Vienne avec le célèbre théoricien Johann Fux et, à Venise, travaille avec Antonio Lotti. De retour de Vienne en 1719, hormis quelques voyages occasionnels à Prague et Varsovie, Zelenka demeure jusqu'à la fin de ses jours à Dresde. À la fin de sa vie, il enseigne au théoricien Joseph Riepel (de).
Mort en 1745, il laisse, à l'instar d'un Marc-Antoine Charpentier avec lequel il partage bien des points, une œuvre très importante. Cependant, on connaît très peu sa biographie et aucun portrait de lui ne nous est parvenu. Il est enterré dans l'ancien cimetière catholique de Dresde.

## Style
Zelenka connaît la musique de diverses parties de l'Europe et s'en inspire, mais utilise toujours des procédés originaux. Jean-Sébastien Bach l'estimait et le connaissait personnellement. La musique de Zelenka est proche de celle de Bach par la forme, notamment par la richesse du contrepoint et le traitement inventif des fugues. Son langage musical emploie des changements harmoniques inattendus et des structures rythmiques complexes, il est introspectif et passionné, d'un grand génie dans l'expression émotionnelle, notamment par l'utilisation de « tierces, de tournures modales, d'accords de neuvièmes et d'altérations troublantes quoique profondément expressives ». Certaines de ses œuvres, notamment instrumentales, exigent une qualité technique et expressive inhabituellement élevée de la part de l'instrumentiste.

## Œuvres
Zelenka a écrit plus de 200 œuvres, messes, opéras, concertos etc., répertoriées par Wolfgang Reich.

## Discographie (extraits)
Messes et musique vocale
- Missa Dei Filii, ZWV 20 ; Litaniae Lauretanae, ZWV 152 – Nancy Argenta, soprano ; Michael Chance, contreténor ; Christoph Prégardien, ténor ; Gordon Jones ; Kammerchor Stuttgart, Tafelmusik Baroque Orchestra, dir. Frieder Bernius (1990, DHM)[8] (OCLC 971728096)
- Missa Dei Patri, ZWV 19 – Mechthild Bach, Daniel Taylor, Markus Brutscher, Gotthold Schwarz, Kammerchor Stuttgart, Barockorchester Stuttgart, dir. Frieder Bernius (octobre/novembre 1998, Carus)[9] (OCLC 956271615)
- Missa Votiva, ZWV 18 – Joanne Lunn, Daniel Taylor, Johannes Kaleschke, Thomas E. Bauer, Kammerchor Stuttgart, Barockorchester Stuttgart, direction par Frieder Bernius (7-9 juillet 2008, Carus)[9] (OCLC 1131538981)
- Missa Paschalis, ZWV 7 ; Litaniae Omnium Sanctorum, ZWV 153 – Gabriela Eibenová, soprano ; Terry Wey, alto ; Cyril Auvity, ténor ; Marian Krejcík, basse ; Ensemble Inégal, Prague Baroque Soloists, dir. Adam Viktora (juin 2013, Nibiru)[10] (OCLC 971053965)
- Missa Omnium Sanctorum, ZWV 21, Carlotta Colombo (Soprano), Filippo Mineccia (Alto), Cyril Auvity (Ténor), Lukas Zeman, laBarocca, Ruben Jais (2019, Glossa) (OCLC 1089971090)

Musique de chambre
- Sonates pour deux hautbois – Ensemble Zefiro, Alfredo Bernardini (de) (février 1993 et 1995, 2 CD Astrée) (OCLC 658791113 et 658408530)
- Sonates en trio, ZWV 181 – Heinz Holliger et Maurice Bourgue, hautbois ; Thomas Zehetmair, violon ;  Klaus Thunemann, basson ; Klaus Stoll, contrebasse ; Jonathan  Rubin, luth ; Christiane Jaccottet, clavecin (1997, 2 CD ECM) (OCLC 165067622)

#### Bases de données et dictionnaires
- (en) Site officiel
- Ressources relatives à la musique :   - International Music Score Library Project
  - AllMusic
  - Bayerisches Musiker-Lexikon Online
  - Carnegie Hall
  - Discogs
  - Last.fm
  - MusicBrainz
  - Musopen
  - Muziekweb
  - Répertoire international des sources musicales
- Ressource relative au spectacle :   - Les Archives du spectacle
- Ressource relative à la recherche :   - The Academic Family Tree
- Ressource relative à plusieurs domaines :   - Radio France
- Notices dans des dictionnaires ou encyclopédies généralistes :   - Den Store Danske Encyklopædi
  - Deutsche Biographie
  - Internetowa encyklopedia PWN
  - Nationalencyklopedin
  - Store norske leksikon
  - Treccani
  - Universalis
- Notices d'autorité :   - VIAF
  - ISNI
  - BnF (données)
  - IdRef
  - LCCN
  - GND
  - Japon
  - CiNii
  - Espagne
  - Pays-Bas
  - Pologne
  - Israël
  - NUKAT
  - Suède
  - Vatican
  - Australie
  - Norvège
  - Tchéquie
  - WorldCat